# 92893 Michaelperson
92893 Michaelperson este un asteroid din centura principală de asteroizi.

## Descriere
92893 Michaelperson este un asteroid din centura principală de asteroizi. A fost descoperit pe 27 august 2000 la Cerro Tololo de Susan D. Kern. Asteroidul prezintă o orbită caracterizată de o semiaxă mare de 2,42 ua, o excentricitate de 0,17 și o înclinație de 2,0° în raport cu ecliptica.